# Sosnivka, Olevsk
Sosnivka (în ucraineană Соснівка) este un sat în comuna Tepenîțea din raionul Olevsk, regiunea Jîtomîr, Ucraina.

## Demografie
Componența lingvistică a localității Sosnivka
     Ucraineană (98,4%)
     Rusă (1,07%)
Conform recensământului din 2001, majoritatea populației localității Sosnivka era vorbitoare de ucraineană (98,4%), existând în minoritate și vorbitori de rusă (1,07%).